# Sand Hill (Pensilvania)
Sand Hill es un lugar designado por el censo ubicado en el condado de Lebanon, Pensilvania, Estados Unidos. Según el censo de 2020, tiene una población de 2440 habitantes.
En los Estados Unidos, un lugar designado por el censo (traducción literal de la frase en inglés census-designated place, CDP) es una concentración de población identificada por la Oficina del Censo exclusivamente para fines estadísticos.
En este caso, a todos los efectos prácticos, la zona es parte de la ciudad de Lebanon.

## Geografía
Está ubicado en las coordenadas 40°21′41″N 76°25′18″O / 40.36139, -76.42167 (40.361355, -76.421735).

## Demografía
Según la Oficina del Censo, en 2000 los ingresos medios de los hogares eran de $45,125 y los ingresos medios de las familias eran de $47,566. Los hombres tenían ingresos medios por $32,321 frente a los $23,160 que percibían las mujeres. Los ingresos per cápita eran de $19,386. Alrededor del 1.1% de la población estaba por debajo del umbral de pobreza.
De acuerdo con la estimación 2017-2021 de la Oficina del Censo, los ingresos medios de los hogares son de $76,923 y los ingresos medios de las familias son de $84,483. Alrededor del 4.6% de la población está por debajo del umbral de pobreza.